# ريان هورست
ريان هورست (بالإنجليزية: Ryan Hurst)‏ مواليد 19 يونيو 1976 في سانتا مونيكا، الولايات المتحدة، هو ممثل أمريكي بدأ مسيرته الفنية سنة 1993.

## الأعمال

### أفلام
- ساعي البريد (1997)
- إنقاذ الجندي رايان (1998)
- قواعد الاشتباك (2000)
- تذكر الجبابرة (2000)
- كنا جنودا (2002)
- رانجو (2011)

### مسلسلات
- بيفرلي هيلز 90210 (1994)
- جاغ (1995)
- أجنحة (1996) (بدور: باري)
- ممسوس بملاك (2002) (بدور: دوغ)
- هاوس (2005)
- سي إس آي: ميامي (2006)
- أبناء الفوضى (2008)
- القانون والنظام: الوحدة الخاصة للضحايا (2011)
- نزل بيتس (2015) (بدور: تشيك هوجان)
- الموتى السائرون (2019)

## الجوائز
| السنة | الجهة          | الفئة                                                   | النتيجة |
| ----- | -------------- | ------------------------------------------------------- | ------- |
| 2011  | جائزة ساتيلايت | أفضل ممثل مساعد – مسلسل، أو مسلسل قصير أو فيلم تلفزيوني | فوز     |

## روابط خارجية
- ريان هورست على موقع IMDb (الإنجليزية)
- ريان هورست على موقع روتن توميتوز (الإنجليزية)
- ريان هورست على موقع تيرنر كلاسيك موفيز (الإنجليزية)
- ريان هورست على موقع أول موفي (الإنجليزية)
- ريان هورست على موقع قاعدة بيانات الأفلام السويدية (السويدية)
- ريان هورست على موقع إن إن دي بي (الإنجليزية)
- ريان هورست على موقع قاعدة بيانات الفيلم (الإنجليزية)